# Amtsgericht Neuteich
Das Amtsgericht Neuteich war ein Amtsgericht der Freien Stadt Danzig mit Sitz in Neuteich.

## Geschichte
Im Rahmen der Reichsjustizgesetze wurden 1879 reichsweit Amtsgerichte gebildet. In Neuteich entstand kein Amtsgericht, es wurden dort aber Gerichtstage des königlich preußischen Amtsgerichtes Tiegenhof gehalten. Als Folge des Friedensvertrages von Versailles wurde Danzig als „Freie Stadt Danzig“ aus dem Reichsverband ausgegliedert, und mit dem Amtsgericht Neuteich wurde 1920 eines der vier Amtsgerichte dieses Mandatsgebietes geschaffen. Im Jahre 1931 waren am Gericht zwei Richterstellen eingerichtet. Mit der Dritten Verordnung betreffend Vereinfachungen und Ersparnisse in der Rechtspflege vom 3. Juli 1935 wurde das Amtsgericht Neuteich zum 1. Oktober 1935 aufgehoben und sein Sprengel dem Amtsgericht Tiegenhof zugelegt.